# اسماعیل رائین

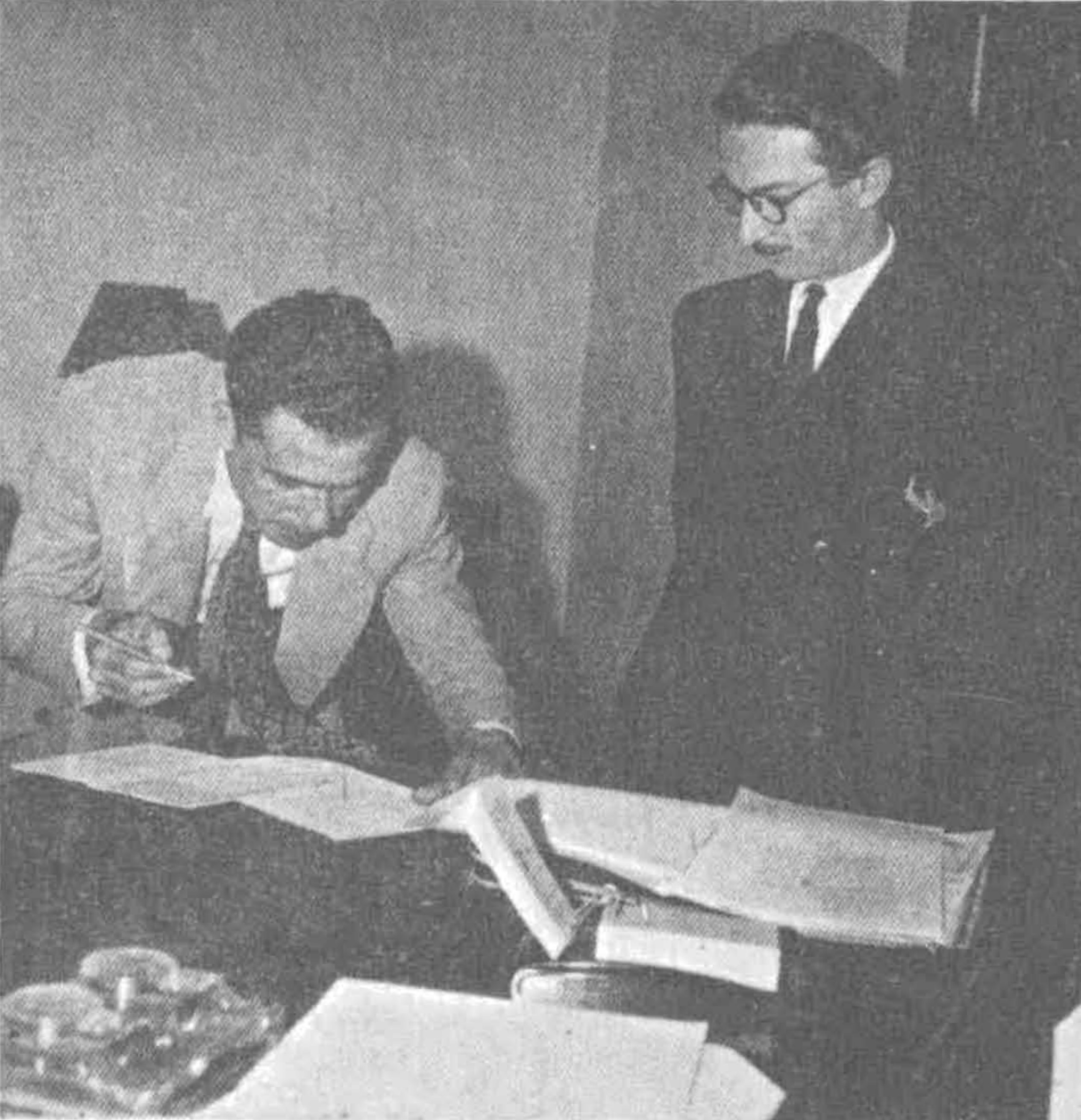
ایستاده «ناصر وثوقی» دادیار دادسرای تهران و شخص پایین‌تر «اسماعیل رائین» است. - ۱۹۵۱

اسماعیل رائین (۱۲۹۸ خورشیدی – ۱۰ دی ۱۳۵۸ خورشیدی) محقق و مورخ ایرانی بود. او نویسنده کتاب فراموش‌خانه و فراماسونری در ایران است. 

## فعالیت‌ها
در سال ۱۳۱۴ خورشیدی به استخدام وزارت پست و تلگراف درآمد و به عنوان تلگرافچی مشغول کار گردید، سپس به مطبوعات راه یافت و در مجله تهران‌مصور، آتش، و روزنامه اطلاعات مقاله می‌نوشت. به دلیل انتشار خبری علیه رزم‌آرا از اطلاعات اخراج و در مجله روشنفکر فعالیت خود را از سر گرفت. قبل از کودتای ۲۸ مرداد ۱۳۳۲، با حزب توده همکاری می‌کرد و از طرف حزب به فستیوال جهانی جوانان در بخارست اعزام شد. 
به گفته عرفان قانعی‌فرد، رائین از بدو تأسیس ساواک با آن سازمان همکاری می‌کرد و جزء حقوق بگیران ساواک بود.

## مرگ
مظفر بقایی کرمانی در خاطرات خود دربارهٔ مرگ وی در پاسخ به حبیب لاجوردی اینچنین می‌نویسد: 
چون انتشارات امیرکبیر بعضی از کتابهای او را بی اجازهٔ او تجدید چاپ کرده بود. یک کتاب هم بدون اجازه چاپ کرده بود که این اعلام جرم کرده بود و گمان می‌کنم پنج میلیون تومان ادعای خسارت کرده بود. بعد یک روز با وکیلش و بازپرس می‌روند به دفتر انتشارات امیرکبیر که دفاتر او را تأمین دلیل بکنند برای ادعانامه. کارگرهای انتشارات امیرکبیر می‌ریزند سرش و می زنندش؛ و این هم روی آن سابقهٔ کسالتی که داشت همان‌جا می‌افتد و سکته می‌کند و فوت می‌کند.
عبدالرحیم جعفری، بنیانگذار و مالک انتشارات امیرکبیر (تا سال ۱۳۶۲)، پیرامون چگونگی مرگ رائین چنین می‌گوید که پس از چاپ کتاب فراموش‌خانه و فراماسونری در ایران، «یک وکیل شرخر» اسماعیل رائین به شکایت از او نزد دادستانی انقلاب اسلامی برمی‌انگیزد به گونه‌ای که در سال ۱۳۵۸، عبدالرحیم جعفری چندین و چند بار به دادستانی انقلاب فراخوانده می‌شود و حتی او را «ممنوع‌المعامله» می‌کنند و حساب‌های بانکی انتشارات امیرکبیر را می‌بندند؛ تا جایی که به گفتهٔ او دیگر «چیزی نمانده بود تشکیلاتم به کلی متوقف شود». در همان روزگار، روزی مأموران دادستانی انقلاب اسلامی به همراه رائین و «همدستانش»، بی آنکه پیشتر جعفری را آگاه کرده باشند به دفتر انتشارات امیرکبیر می‌آیند و عده‌ای از کارکنان مؤسسه هم که از توهین رائین به روح‌الله خمینی خشمگین بودند، هنگامی که پی به آمدن او بردند، بر ضدش شعار دادند و از آنجا که پیشتر بارها به رائین حمله قلبی دست داده بود، در اتاق رئیس دفتر انتشارات حال وی دگرگون شد و مرد.

## آثار
- در کرانه‌های کارون و شط‌العرب و اسناد تاریخی و حاکمیت ایران (۱۳۳۰)
- من از بحرین آمده‌ام یا اسناد حقانیت ایران (۱۳۲۷)
- پسران شوکت قشقایی (۱۳۳۳)
- مورگان شوستر و اختناق ایران (مقدمه)(۱۳۴۵)
- دلالان بین‌المللی نفت (۱۳۴۵)
- انجمن‌های سری در انقلاب مشروطیت ایران (۱۳۴۶)
- حقوق بگیران انگلیس در ایران (۱۳۴۷)
- سفرنامه میرزا صالح شیرازی (۱۳۴۷)
- میرزا صالح شیرازی (۱۳۴۷)
- نخستین چاپخانه در ایران (۱۳۴۷)
- فراموش‌خانه و فراماسونری در ایران
- ایرانیان ارمنی (۱۳۴۹)
- میرزا ملکم خان زندگی و کوشش او (۱۳۴۹)
- دریانوردی ایرانیان (۱۳۵۰)
- یپرم خان سردار (۱۳۵۰)
- قطع رابطه ایران و انگلیس
- بمب‌سازان گرجی و قفقازی در انقلاب‌های ایران
- روزنامه و روزنامه‌نگاری در ایران
- هجوم آمریکا به ایران ۱۸۵۶–۱۹۶۸
- قتل‌عام ارمنیان - انتشارات امیرکبیر
- اسرار خانه سدان - (۱۳۵۸)
- حیدرخان عمواوغلی، ۲ج: اسناد و خاطره‌های حیدرخان عمواوغلی، تهران، ۱۳۴۸ ش؛ ۱۳۵۸ش؛
- حزب کمونیست ایران از ۱۲۹۸ تا ۱۳۲۰ شمسی